# Sprentascaris
 Sprentascaris  (benannt nach John Sprent) ist eine Gattung der Spulwürmer (Ascaridida), die bei Süßwasserfischen (vor allem bei Harnischwelsen) in den Neotropen vorkommen. Die systematische Stellung der Gattung ist nicht abschließend geklärt. In der Systematik von Hodda (2022) wird die Gattung zu den Ascaridinae gezählt. Moravec und Mitarbeiter schlugen 1990 vor, sie als Untergattung von Raphidascaris herabzustufen. Genetische Untersuchungen aus dem Jahr 2019 wiesen die Monophylie der Gattung nach und dass sie unabhängig von Raphidascaris ist, rechnen sie aber nicht zu den Ascarididae, sondern zu den Raphidascarididae.

## Merkmale
Merkmale der Gattung sind die kleinen Lippen ohne Zwischenlippen, Ornamentierungen der Kutikula hinter den Lippen, ein sehr kurzer Ösophagus-Anhang, ein kleiner Ventriculus, ein Exkretionspore in Höhe des Nervenrings, eine Vulva vor der Körpermitte, der lange unpaare Abschnitt des Uterus und gleich lange Spicula ohne Gubernaculum. Diese Merkmale können allerdings auch bei Raphidascaris-Arten auftreten. Synapomorphes Merkmal der Gattung sind die drei interlabialen Kuticula-Projektionen.

## Arten
Das Interim Register of Marine and Nonmarine Genera listet drei Arten:
- Sprentascaris hypostomi Petter & Cassone, 1984
- Sprentascaris mahnerti Petter & Cassone, 1984
- Sprentascaris pimelodi Petter & Cassone, 1984